# جوزيف شوبرت (كاهن كاثوليكي)
جوزيف شوبرت (بالرومانية: Joseph Schubert)‏ هو كاهن كاثوليكي روماني، ولد في 6 يوليو 1890 في بوخارست في رومانيا، وتوفي في 4 أبريل 1969 في ميونخ في ألمانيا.